# Mako Vunipola
Makovina Wanangarua I Whanga Nui-Atara Vunipola, detto Mako (Wellington, 13 gennaio 1991), è un rugbista a 15 neozelandese, internazionale per l'Inghilterra, pilone del Vannes.

## Biografia
Makovina "Mako" Vunipola è figlio di Fe'ao Vunipola, rugbista internazionale per Tonga, e fratello maggiore di Billy, internazionale per l'Inghilterra. 
Nato a Wellington, in Nuova Zelanda, si trasferì nel 1998 in Galles insieme alla famiglia per seguire il padre ingaggiato dal Pontypool. Qui si formò nei club locali, dove giocò insieme a Taulupe Faletau, internazionale per il Galles anch'esso di origine tongana. Dopo qualche anno, si spostò con i parenti in Inghilterra dove frequentò la scuola di Millfield.
Entrato nelle giovanili del Bristol, Vunipola fece il suo esordio professionistico nel corso della stagione 2010-2011 del RFU Championship. L'anno seguente firmò un contratto con i Saracens, che lo registrarono contemporaneamente nella rosa del Bedford, squadra di seconda divisione con cui, però, non scese mai in campo. Egli, infatti, in breve termine si impose come titolare nel club londinese venendo nominato miglior pilone sinistro della Premiership 2012-2013. Dopo aver perso le finali di Heineken Cup e di Premiership nell'annata 2013-2014, ottenne il suo primo titolo con i Saracens aggiudicandosi il campionato inglese 2014-2015. Nel quadriennio successivo vinse la Premiership in tre occasioni (2015-2016, 2017-2018, 2018-2019), venendo eletto per altre tre volte miglior numero 1 del campionato, e trionfò nella Champions Cup del 2015-2016, del 2016-2017 e del 2018-2019. Nell'annata 2019-2020, i Saracens retrocessero in Championship dopo aver ricevuto 70 punti di penalizzazione a causa di ripetute violazioni del tetto salariale; nonostante la discesa in seconda divisione, egli rimase nel club con cui guadagnò la promozione al termine della stagione 2020-2021. Passati solo due anni dal ritorno in massima serie, conquistò il suo quinto titolo nazionale con la vittoria della Premiership 2022-2023. Dopo tredici annate trascorse nella squadra della capitale inglese, annunciò, nel luglio 2024, il suo passaggio al Vannes con cui sottoscrisse un accordo biennale.
Eleggibile per la nazionale inglese per ragioni di residenza, Vunipola fece tutta la trafila delle selezioni giovanili con cui disputò le edizioni 2010 e 2011 del Campionato World Rugby Under-20. Convocato dal commissario tecnico Stuart Lancaster per i test match del novembre 2012, esordì con l'Inghilterra contro Figi. Le sue prestazioni nel corso del Sei Nazioni 2013 gli valsero la chiamata per il tour dei British and Irish Lions in Australia, dove scese in campo in tutti i tre gli incontri contro gli Wallabies che portarono alla vittoria dei britannici per 2 a 1. Segnò la sua prima meta internazionale contro l'Italia nel Sei Nazioni 2014. Dopo essere stato presente in tutte le partite dell'annata successiva, guadagnò la convocazione per la Coppa del Mondo di rugby 2015, in cui l'Inghilterra uscì nella fase a gironi. Il primo biennio con Eddie Jones alla guida della nazionale lo vide assente solamente in 4 incontri. Nel 2017 fu convocato per la seconda volta consecutiva nei British Lions, per il loro tour in Nuova Zelanda; fu presente in tutti e tre i test match contro gli All Blacks della serie che terminò in parità con una vittoria per parte ed un pareggio. Ottenne la cinquantesima presenza in nazionale nella sfida con il Sudafrica del giugno 2018. Selezionato per la Coppa del Mondo di rugby 2019, disputò dal primo minuto la finale persa contro gli Springboks. Ricevette la terza convocazione consecutiva nei British Lions in occasione del loro tour in Sudafrica, dove scese in campo in tutte e tre le partite che portarono alla sconfitta della selezione britannica per 2 a 1. L'incontro finale del Sei Nazioni 2023 contro l'Irlanda fu la sua ultima apparizione con l'Inghilterra in quanto, nel gennaio 2024, annunciò il suo ritiro dall'attività internazionale. Nella sua carriera giocò 79 incontri con la maglia della nazionale inglese, con cui conquistò tre edizioni del Sei Nazioni (2016, 2017, 2020), e 9 con quella dei Lions.

## Palmarès
- Premiership: 5
Saracens: 2014-15, 2015-16, 2017-18, 2018-19, 2022-23
- Champions Cup: 3
Saracens: 2015-16, 2016-17, 2018-19
- Sei Nazioni: 3
Inghilterra: 2016, 2017, 2020